# Pedro de la Cruz

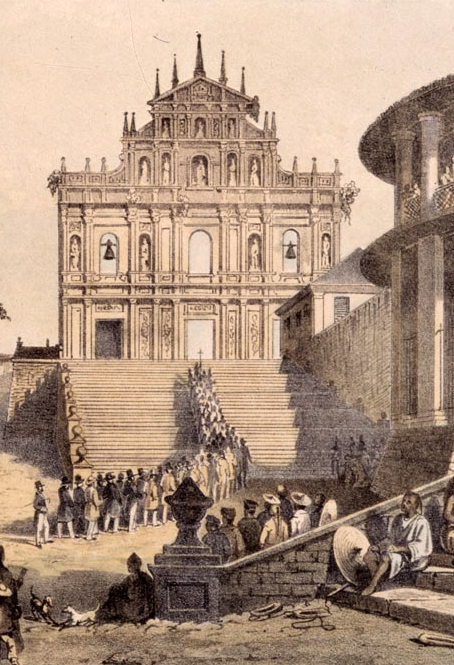
Ruinas de la iglesia del Colegio de San Pablo en Macao donde enseñó Pedro de la Cruz en una litografía del.

Pedro de la Cruz (en portugués, Pero da Crus) (Segovia, 1559-Macao, 24 de junio de 1606) fue un sacerdote jesuita, teólogo y misionero.

## Biografía
Nació en Segovia, ingresando en la Compañía de Jesús con 17 años (1576) en su colegio en Segovia. Posteriormente estudió en Salamanca y Valladolid. En la primera ciudad, se alineó con los teólogos contrarios a las doctrinas de su compañero jesuita Francisco Suárez. Como teólogo se especializó en cuestiones relacionadas con la Santísima Trinidad.
Se le destinó a ser misionero en las Indias orientales, partiendo en 1586 desde Lisboa junto con otros compañeros. Llegó a la ciudad portuguesa de Goa, en el Indostán. Enseñó teología en el colegio jesuita de San Pablo de esa ciudad hasta 1588. En Goa encontró manuscritos de las doctrinas de Suárez, comunicándole este hecho al padre general de la Compañía, Claudio Acquaviva.
El año siguiente (1589) pasó a Macao, también portugués, y de allí a Japón. Comenzó estableciéndose en Arima y después fue profesor de teología en el colegio de Todos los Santos de Nagasaki desde 1592. De su conocimiento de la cultura japonesa da cuenta su obra, Relación de la naturaleza, cualidades y estados de esta nación japonesa.
Murió en Macao el 24 de junio de 1606.